# Joan Berlanga i Escolar
Joan Berlanga i Escolar (Sabadell, 2 de juny de 1956) és un actor de teatre català.
Va obtenir el grau mitjà en formació musical al Conservatori de Sant Cugat. Va estudiar cant amb Maria Cuadras i interpretació amb Glòria Rognoni. Ha estat membre de les companyies A.T.M., Fila Zero, la companyia teatral estable de La Unió Santcugatenca i Teatre del Capvespre. El 1995 va fundar amb l'actor Joan Llamas, l'escenògraf Carles Casas i la directora Dolors Vilarasau, la companyia de teatre Tetrateatre.

## Teatre
Ha treballat amb directors com Txell Roda (El Árbol de la Ciencia, Carvalho contra Vázquez Montalbán), Dolors Vilarasau (Teoria dels cossos, homenatge fet a Gabriel Ferrater l’any 1981 a Sant Cugat, Fi de segle, Havel a escena, Històries de Sant Cugat, Poema de Nadal, Verdaguerianes, Una nit qualsevol, Àlies Pere Quart, Cambra Ferrater, Te mandaré mi corazón caliente, El comunicat, Domna, Pedra i Sang, tragicomèdia musical sobre l’assassinat de l’abat Biure al monestir durant la missa del gall de 1350, Sota la capa del cel, Clementina & Carles, La Màscara, Les quatre estacions de l’amor segons William Shakespeare, acompanyat per l'actriu Emma Vilarasau), Oriol Broggi (Homenatge Formosa), Guillermo Ayesa (Zalomé, L’esperit de Nadal), Jaume Mallofré (La gavina) o Empar López (Dotze homes sense pietat).
El 2014 va fer una gira amb Llach Poeta, espectacle poètic-musical amb textos i música de Lluís Llach. Amb la Cia. +Sarsuela ha participat en dues sarsueles La tabernera del puerto i Cançó d’amor i de guerra.
Ha col·laborat com a actor, narrador i rapsode amb l’Orquestra Simfònica Sant Cugat en produccions com Il maestro di cappella, Cançó d'amor i de guerra, La vídua alegre, Carmen i Le Villi, així com en El somni d'una nit d'estiu de Mendelssohn, Història d’un mil·lenni de Salvador Brotons i en el concert Poeta de Vicente Amigo, recitant poemes d’Alberti. També amb la Simfònica de Sant Cugat, va fer la narració en directe del conte Peter Pan de James Matthew Barrie mentre l'orquestra interpretava la música de la pel·lícula Peter Pan: La gran aventura de James Newton Howard.

## Televisió
A TV3 ha participat en sèries com Barcelona, ciutat neutral, Rosa, Estació d’enllaç, Tarasca, Vistes al mar, Sitges, Dones d’aigua, El show de la Diana, Laberint d’ombres i El cor de la ciutat. En programes infantils, ha col·laborat amb el Club Super3 i Mucha marcha (TV2). A TVE, ha intervingut en El viaje a Empúries per Dramáticos UER i en el programa La Mediterrània amb El Delta. També ha treballat a Antena 3 a Gavilanes i a Tele 5 en Nápoles conexión.

## Cinema
En cinema, ha participat en La sombra del sol de David Blanco, Vorvik de José A. Vitoria i El año del diluvio de Jaime Chavarri.

## Altres
També ha col·laborat en lectures dramatitzades, curtmetratges, anuncis publicitaris, dramatitzacions radiofòniques i treballs de doblatge.
Joan Berlanga és des dels seus inicis el regidor de l'Orquestra Simfònica Sant Cugat.
El professor i polític sabadellenc Joan Berlanga i Sarraseca és el seu nebot.